# Khop (huyện)
 Khop là một huyện (muang, mường)  thuộc tỉnh Xayabury ở bắc Lào .